# فهرست دریافت‌کنندگان نشان صلیب شوالیه با برگ‌های بلوط، شمشیرها و الماس‌ها
صلیب شوالیه صلیب آهنین و ضمایم آن عالی‌ترین نشان در نیروهای مسلح رایش سوم بودند. الحاقیه الماس‌های نشان صلیب شوالیه روز ۲۸ سپتامبر سال ۱۹۴۱ جهت اعطا به نظامیانی که پیش از آن گیره برگ‌های بلوط و شمشیرها را دریافت کرده بودند، پدید آمد. این الحاقیه در مجموع تنها به ۲۷ نفر با بزرگ‌ترین دستاوردها از خلبانان تک‌خال تا فیلدمارشال‌ها تعلق گرفت. یکی از این افراد یعنی هانس-اولریش رودل موفق به دریافت برگ‌های طلایی بلوط صلیب شوالیه گردید.
الگوی نخست جایزه الماس‌ها بر پایه طراحی گیره استاندارد برگ‌های بلوط و شمشیرها تولیدی شرکت گودت در برلین و هم‌اندازه آن‌ها (۲۴٫۶ × ۲۷٫۱ م‌م) بود. گیره کنده‌کاری می‌شد تا الماس‌ها بر روی آن نشانده شوند. این الگو به چند نفر نخست اهدا گردید و سپس تولید گیره به شرکت کلاین در هانائو منتقل شد. الگوی دوم مقداری بزرگ‌تر (حدود ۲۲ × ۲۸ مم‌م) و دارای ساخت چند تکه بود؛ بدین شکل که دو برگ و دو شمشیر هر یک قسمت مجزایی بودند. مجموعاً ۵۵ الماس بر روی الگوی کلاین قرار می‌گرفت. دو نوع گیره به دریافت کنندگان اهدا می‌شد. نخستین نوع از جنس پلاتینیوم و با الماس‌های اصل بود. در نوع دوم از جنس نقره، جهت اجتناب از از دست رفتن یا آسیب‌دیدگی این جایزه پر ارزش، از الماس‌های بدل عینی استفاده و در حین خدمت به گردن آویخته می‌شد. سند این جایزه بر روی کاغذ وِلوم و به صورت دست‌نوشته مطلا بود.

## فهرست دریافت‌کنندگان
فهرست زیر به ترتیب تاریخ اهدا تنظیم شده‌است و درجه و جایگاه مربوط به علت اختصاص الماس‌ها می‌باشد.
      لوفت‌وافه (نیروی هوایی)

      هیر (نیروی زمینی)

      کریگس‌مارینه (نیروی دریایی)

      وافن اس‌اس
| ردیف | تصویر | نام                      | شاخه        | تاریخ دریافت    | درجه                         | سن                      | جایگاه/فرماندهی                          | توضیحات |
| ---- | ----- | ------------------------ | ----------- | --------------- | ---------------------------- | ----------------------- | ---------------------------------------- | --- |
| ۱۹۴۱ |       |                          |             |                 |                              |                         |                                          | |
| ۱    |       | ورنر مولدرس              | لوفت‌وافه    | ۱۵ ژوئیه ۱۹۴۱   | سرهنگ دوم                    | ۲۸ سال، ۳ ماه و ۲۷ روز  | جناح ۵۱ شکاری                            | نخستین خلبان تاریخ با بیش از ۱۰۰ پیروزی هوایی                                                                                          |
| ۱۹۴۲ |       |                          |             |                 |                              |                         |                                          | |
| ۲    |       | آدولف گالانت             | لوفت‌وافه    | ۲۸ ژانویه ۱۹۴۲  | سرهنگ                        | ۲۹ سال، ۱۰ ماه و ۹ روز  | جناح ۲۶ شکاری                            | - |
| ۳    |       | گوردون گولوب             | لوفت‌وافه    | ۲۹ اوت ۱۹۴۲     | سرگرد                        | ۳۰ سال، ۲ ماه و ۱۳ روز  | جناح ۷۷ شکاری                            | نخستین خلبان در تاریخ با ۱۵۰ پیروزی هوایی                                                                                              |
| ۴    |       | هانس-یواخیم مارسی        | لوفت‌وافه    | ۳ سپتامبر ۱۹۴۲  | ستوان یکم                    | ۲۲ سال، ۸ ماه و ۲۱ روز  | اسکادران ۳ جناح ۷۷ شکاری                 | موفق‌ترین خلبان در جبهه غربی با ۱۵۸ پیروزی هوایی-------کشته‌شده در ۳۰ سپتامبر ۱۹۴۲                                                       |
| ۵    |       | هرمان گراف               | لوفت‌وافه    | ۱۶ سپتامبر ۱۹۴۲ | ستوان یکم                    | ۲۹ سال، ۱۰ ماه و ۲۳ روز | اسکادران ۹ جناح ۵۲ شکاری                 | نخستین خلبان در تاریخ با بیش از ۲۰۰ پیروزی هوایی                                                                                       |
| ۱۹۴۳ |       |                          |             |                 |                              |                         |                                          | |
| ۶    |       | اروین رومل               | هیر         | ۱۱ مارس ۱۹۴۳    | فیلدمارشال                   | ۵۱ سال، ۳ ماه و ۲۴ روز  | گروه ارتش آفریقا                         | نخستین دریافت‌کننده از نیروی زمینی |
| ۷    |       | ولفگانگ لوت              | کریگس‌مارینه | ۹ اوت ۱۹۴۳      | ناخدا سوم                    | ۲۳ سال، ۹ ماه و ۲۵ روز  | او-۱۸۱                                   | نخستین دریافت‌کننده از نیروی دریایی-------دومین فرمانده برتر او-بوت                                                                     |
| ۸    |       | والتر نووتنی             | لوفت‌وافه    | ۱۹ اکتبر ۱۹۴۳   | سروان                        | ۲۲ سال، ۱۰ ماه و ۱۲ روز | گروه ۱ جناح ۵۴ شکاری                     | نخستین خلبان در تاریخ با بیش از ۲۵۰ پیروزی هوایی                                                                                       |
| ۹    |       | آدلبرت شولتس             | هیر         | ۱۴ دسامبر ۱۹۴۳  | سرهنگ                        | ۳۹ سال، ۱۱ ماه و ۲۴ روز | هنگ ۲۵ زرهی                              | فرمانده یگان‌های زرهی-------کشته‌شده در ۲۸ ژانویه ۱۹۴۴                                                                                   |
| ۱۹۴۴ |       |                          |             |                 |                              |                         |                                          | |
| ۱۰   |       | هانس-اولریش رودل         | لوفت‌وافه    | ۲۹ مارس ۱۹۴۴    | سرگرد                        | ۲۷ سال، ۸ ماه و ۲۷ روز  | گروه ۳ جناح ۲ نبرد                       | بیش از ۲۵۰۰ مأموریت رزمی و بیش از ۵۰۰ تانک منهدم‌شده                                                                                    |
| ۱۱   |       | هیاتسینت گراف اشتراخویتس | هیر         | ۱۵ آوریل ۱۹۴۴   | سرهنگ                        | ۵۰ سال، ۸ ماه و ۱۶ روز  | هنگ زرهی لشکر پانتسرگراندیر گروس‌دویچلانت | فرمانده یگان‌های زرهی-------ترفیع همزمان به درجه سرتیپی                                                                                 |
| ۱۲   |       | هربرت اتو گیله           | وافن اس‌اس   | ۱۹ آوریل ۱۹۴۴   | اس‌اس-گروپن‌فورر(سرلشکر)       | ۴۷ سال، ۱ ماه و ۱۱ روز  | لشکر پنجم پانتسرگراندیر اس‌اس ویکینگ      | نخستین دریافت‌کننده از وافن اس‌اس |
| ۱۳   |       | هانس-والنتین هوبه        | هیر         | ۲۰ آوریل ۱۹۴۴   | ارتشبد                       | ۵۳ سال، ۵ ماه و ۲۲ روز  | ارتش یکم زرهی                            | کشته‌شده در سقوط هواپیما در ۲۱ آوریل ۱۹۴۴                                                                                               |
| ۱۴   |       | آلبرت کسلرینگ            | لوفت‌وافه    | ۱۹ ژوئیه ۱۹۴۴   | فیلدمارشال                   | ۵۸ سال، ۷ ماه و ۱۹ روز  | فرماندهی کل جبهه جنوب غربی(گروه ارتش سی) | مسن‌ترین دریافت‌کننده |
| ۱۵   |       | هلموت لنت                | لوفت‌وافه    | ۳۱ ژوئیه ۱۹۴۴   | سرهنگ دوم                    | ۲۶ سال، ۱ ماه و ۱۸ روز  | جناح ۳ جنگنده شبانه                      | نخستین خلبان تاریخ با بیش از ۱۰۰ پیروزی هوایی در عملیات شبانه-------کشته‌شده در ۷ اکتبر ۱۹۴۴                                            |
| ۱۶   |       | یوزف دیتریش              | وافن اس‌اس   | ۶ اوت ۱۹۴۴      | اس‌اس-اوبرست‌گروپن‌فورر(ارتشبد) | ۵۲ سال، ۲ ماه و ۹ روز   | سپاه ۱ زرهی اس‌اس                         | - |
| ۱۷   |       | والتر مدل                | هیر         | ۱۷ اوت ۱۹۴۴     | فیلدمارشال                   | ۵۳ سال، ۶ ماه و ۲۴ روز  | گروه ارتش مرکز                           | - |
| ۱۸   |       | اریش هارتمان             | لوفت‌وافه    | ۲۵ اوت ۱۹۴۴     | ستوان یکم                    | ۲۲ سال، ۴ ماه و ۶ روز   | اسکادران ۹ جناح ۵۲ شکاری                 | جوان‌ترین دریافت‌کننده-------نخستین خلبان تاریخ با بیش از ۳۰۰ و ۳۵۰ پیروزی هوایی-------موفق‌ترین خلبان تک‌خال در تاریخ با ۳۵۲ پیروزی هوایی |
| ۱۹   |       | هرمان بالک               | هیر         | ۳۱ اوت ۱۹۴۴     | سپهبد(ژنرال نیروهای زرهی)    | ۵۰ سال، ۸ ماه و ۲۴ روز  | ارتش چهارم زرهی                          | - |
| ۲۰   |       | هرمان-برنهارت رامکه      | لوفت‌وافه    | ۱۹ سپتامبر ۱۹۴۴ | سپهبد(ژنرال نیروهای چترباز)  | ۵۵ سال، ۷ ماه و ۲۶ روز  | قلعه برست در فرانسه                      | دریافت همزمان شمشیرها و الماس‌ها-------درآمدن به اسارت آمریکایی‌ها در روز بعد                                                            |
| ۲۱   |       | هاینتس-ولفگانگ شناوفر    | لوفت‌وافه    | ۱۶ اکتبر ۱۹۴۴   | سروان                        | ۲۲ سال و ۸ ماه          | گروه ۴ جناح ۱ شکاری شبانه                | موفق‌ترین خلبان تک‌خال جنگنده شبانه در تاریخ با ۱۲۱ پیروزی هوایی شبانه                                                                   |
| ۲۲   |       | آلبرشت برندی             | کریگس‌مارینه | ۲۴ نوامبر ۱۹۴۴  | ناخدا سوم                    | ۳۰ سال، ۵ ماه و ۴ روز   | او-۹۶۷                                   | - |
| ۱۹۴۵ |       |                          |             |                 |                              |                         |                                          | |
| ۲۳   |       | فردیناند شورنر           | هیر         | ۱ ژانویه ۱۹۴۵   | ارتشبد                       | ۵۲ سال، ۶ ماه و ۲۰ روز  | گروه ارتش شمال                           | - |
| ۲۴   |       | هاسو فن مانتویفل         | هیر         | ۱۸ فوریه ۱۹۴۵   | سپهبد(ژنرال نیروهای زرهی)    | ۴۸ سال، ۱ ماه و ۴ روز   | ارتش پنجم زرهی                           | - |
| ۲۵   |       | تئودور تولسدورف          | هیر         | ۱۸ مارس ۱۹۴۵    | سرتیپ                        | ۳۵ سال، ۴ ماه و ۱۵ روز  | لشکر سیصد و چهلم فولکس‌گردنادیر           | - |
| ۲۶   |       | کارل مائوس               | هیر         | ۱۵ آوریل ۱۹۴۵   | سرلشکر                       | ۴۶ سال، ۱۰ ماه و ۲۹ روز | لشکر هفتم زرهی                           | - |
| ۲۷   |       | دیتریش فن زاوکن          | هیر         | ۸ مه ۱۹۴۵       | سپهبد(ژنرال نیروهای زرهی)    | ۵۲ سال، ۱۱ ماه و ۲۲ روز | گروه ارتش پروس شرقی                      | دریافت در روز پایانی جنگ |

| درجه            | هیر | وافن اس‌اس | کریگس‌مارینه | لوفت‌وافه | مجموع |
| --------------- | --- | --------- | ----------- | -------- | ----- |
| فیلدمارشال      | ۲   |           |             | ۱        | ۳     |
| ارتشبد          | ۱   | ۱         |             |          | ۲     |
| سپهبد           | ۴   |           |             |          | ۴     |
| سرلشکر          | ۱   | ۱         |             | ۱        | ۳     |
| سرتیپ           | ۱   |           |             |          | ۱     |
| سرهنگ           | ۲   |           |             | ۱        | ۳     |
| سرهنگ دوم       |     |           |             | ۲        | ۲     |
| سرگرد/ناخدا سوم |     |           | ۲           | ۲        | ۴     |
| سروان           |     |           |             | ۲        | ۲     |
| ستوان یکم       |     |           |             | ۳        | ۳     |
| مجموع           | ۱۱  | ۲         | ۲           | ۱۲       | ۲۷    |

## برگ‌های طلایی بلوط، شمشیرها و الماس‌ها
| ردیف | تصویر | نام              | شاخه     | تاریخ دریافت   | درجه      | سن                     | جایگاه/فرماندهی | توضیحات                                                                               |
| ---- | ----- | ---------------- | -------- | -------------- | --------- | ---------------------- | --------------- | ------------------------------------------------------------------------------------- |
| ۱۹۴۱ |       |                  |          |                |           |                        |                 |                                                                                       |
| ۱    |       | هانس-اولریش رودل | لوفت‌وافه | ۲۹ دسامبر ۱۹۴۴ | سرهنگ دوم | ۲۸ سال، ۵ ماه و ۲۷ روز | جناح ۲ نبرد     | بیش از ۲۵۰۰ مأموریت رزمی و بیش از ۵۰۰ تانک منهدم‌شده-------ترفیع همزمان به درجه سرهنگی |